# Oliver Sykes

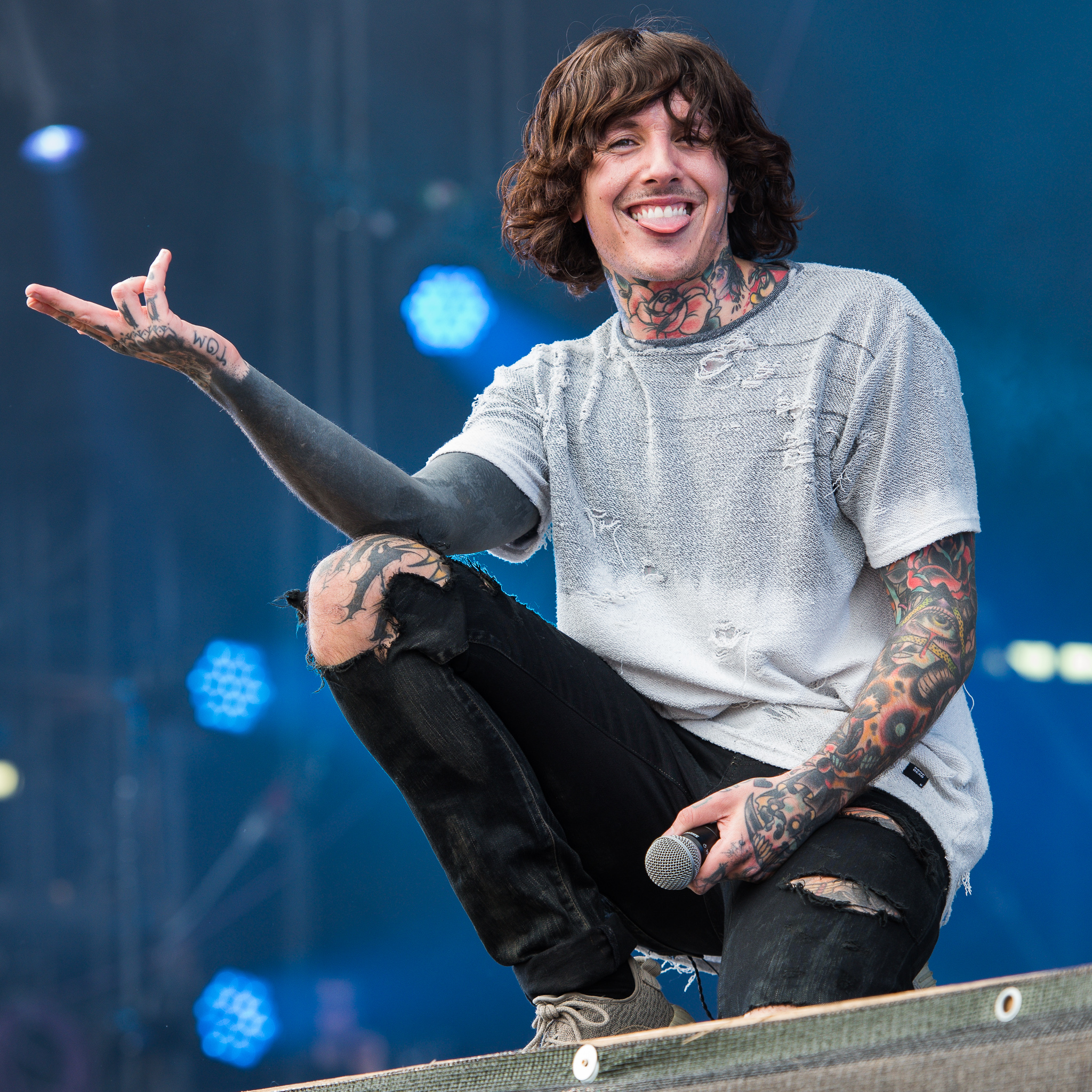
Koncert Olivera se skupinou Bring Me the Horizon v roce 2016

Oliver Oli Scott Sykes (* 20. listopadu 1986 Ashford) je britský hudebník, zpěvák, skladatel, podnikatel a návrhář oblečení, známý především jako hlavní zpěvák metalcore kapely Bring Me the Horizon. Založil také společnost Drop Dead Clothing a spolu s Benem Ashton-Bellem vytvořil grafický román Raised by Raptors.

## Osobní život
Oliver Sykes se narodil 20. listopadu 1986 v Ashfordu (Kent, Anglie). Jako dítě se přestěhoval s rodiči Ianem a Carol Sykes do Austrálie, kde pobývali okolo 6 let. Když bylo Oliverovi zhruba 8 let, vrátila se rodina do Velké Británie a usadila se ve Stockbridge v Sheffieldu (jižní Yorkshire, Spojené království), kde později Oliver vystudoval i střední školu. Poté studoval na vysoké škole v Barnsley.
Poté, co v roce 2014 obdržel cenu Album of the Year na Alternative Press Music Awards, odhalil historii své závislosti na drogách. Když se obrátil na dav, řekl: „Moje skupina mě chtěla zabít, moji rodiče mě chtěli zabít, můj bratr mě chtěl zabít,“ a také přiznal: „Měl jsem měsíc na rehabilitaci a vy jste mi posílali zprávy a emaily. Díky podpoře rodiny, kapely a vás jsem to dokázal. Když jsem se vrátil z rehabilitace, už jsem nechtěl křičet, chtěl jsem zpívat.
Dne 12. července 2015 se v Itálii v Toskánsku oženil s modelkou a tatérkou Hannou Pixie Snowdon. V roce 2016 oznámil, že žijí odděleně.
Dne 22. července 2017 se znovu oženil s brazilskou modelkou Alissou Salls.
V roce 2018 otevřel svoji veganskou restauraci v Sheffieldu pojmenovanou Church - Temple of Fun.

## Bring Me the Horizon
V roce 2004 založil skupinu Bring Me the Horizon, jejíž popularita narostla velmi rychle. Název skupiny je odvozen z filmu Piráti z Karibiku, kde Jack Sparrow řekl: „Now, Bring me that Horizon“ (česky Přineste mi kompas). Kapela v roce 2006 vydala své debutové album Count Your Blessings, jejich druhé album Suicide Season vyšlo 29. září 2008, třetí There Is a Hell, Believe Me I've Seen It, There's a Heaven, Let's Keep It a Secret dne 4. října 2010, čtvrté Sempiternal 1. dubna 2013. Poté se kapela rozrostla o nového člena, Jordana Fishe a Oliver začal kromě hlavního vokálu hrát na doprovodnou kytaru. Dne 11. září 2015 vyšlo páté studiové album That's the Spirit a šesté Amo 25. ledna 2019. Během koronavirové krize v roce 2020 vydali album Post Human: Survival Horror, na kterém se objevuje YUNGBLUD, Babymetal, Nova Twins a Amy Lee z kapely Evenescence.